# Heinz Klöckl
Heinz Klöckl (* 7. Juni 1931 in Graz) ist ein ehemaliger österreichischer Radrennfahrer und nationaler Meister im Radsport.

## Sportliche Laufbahn
Klöckl war im Straßenradsport aktiv. 1955 gewann er bei den Österreichische Straßen-Radmeisterschaften das Einzelrennen. Im Etappenrennen Wien–Rabenstein–Gresten–Wien 1957 holte den Gesamtsieg vor Kurt Schweiger. 1958 gewann er einen Tagesabschnitt der Rundfahrt. Bei den Straßenradsport-Weltmeisterschaften 1955 wurde er 42. bei den Amateuren. 
In der Österreich-Rundfahrt war der 9. Platz 1954 sein bestes Gesamtresultat. Er startete für die Vereine „RV Junior“ und „ARBÖ Puch“.